# Manniella gustavi
Espèce
Synonymes
- Manniella gustavi var. picta De Wild.[1]

Manniella gustavi est une espèce de plantes de la famille des Orchidées et du genre Manniella, présente dans plusieurs pays d'Afrique tropicale.

## Liste des variétés
Selon Tropicos (23 décembre 2018) :
- variété Manniella gustavi var. picta De Wild.